# Dieter Lindner (futbolista)
Dieter Lindner (11 de juny de 1939 - 22 de desembre de 2024) va ser un futbolista alemany que jugava com a migcampista a l'Eintracht Frankfurt, i més tard va arribar a ser vicepresident del club.

## Carrera professional
Va jugar tota la seva carrera amb l'Eintracht Frankfurt.
Després de guanyar el campionat alemany de futbol de 1959, Lindner va jugar amb l'Eintracht a la final de la Copa d'Europa de 1960 contra el Reial Madrid, que els espanyols van guanyar per 7-3.
A la temporada 1980–81, Lindner va ser nomenat vicepresident de l'Eintracht Frankfurt. Del 5 de maig al 2 d'octubre de 1996 va ser president interí del club.

## Mort
Lindner va morir el 22 de desembre de 2024, als 85 anys.